# 플로리다 챔피언십 레슬링
플로리다 챔피언십 레슬링(Florida Championship Wrestling, FCW)은 WWE의 제휴단체이다. 한때 NWA의 산하단체였던 챔피언십 레슬링 플로리다라는 이름으로 운영되었으나 2003년 파산되었다. 그런 후 2007년 현재의 명칭으로 재출범하였으며 2008년 7월 OVW을 대신하여 WWE의 제휴단체가 되었다. 2012년 8월 초에 신인육성 브랜드 NXT와 통합되면서 NXT 레슬링이 출범하였다.

## 마지막 FCW 챔피언
| FCW 헤비웨이트 챔피언      | 리치 스팀보트           | 2012년 7월 20일  | 릭 빅터               |
| FCW 태그팀 챔피언          | 릭 빅터 & 브래드 매독스 | 2012년 6월 15일  | CJ 파커 & 제이슨 조던 |
| FCW 디바스 챔피언          | 공석                    | 2012년 8월 11일  | 케일리 터너           |
| FCW 15 챔피언              | 브래드 매독스           | 2012년 6월 21일  | 리치 스팀보트         |
| FCW 서던 헤비웨이트 챔피언 | 잭 스웨거               | 2008년 3월 22일  | 히스 슬레이터         |
| FCW 퀸 오브 플로리다       | 라쿠엘 디아즈           | 2011년 11월 17일 | 악사나                |

## 슈퍼스타

### 남성 레슬러
- 에이브러햄 워싱턴
- 알렉산더 루세프
- 안토니오 세자로
- 빅 E. 랭스턴
- 보 로턴트
- 피터 올로브
- 브래드 매덕스 (마지막 FCW 태그팀 챔피언, FCW 15 챔피언)
- 브라일리 피어스
- 브로더스 클레이
- 바이런 색스턴
- 켈빈 레인즈
- CJ 파커
- 코너 오브라이언
- 데미안 샌도우
- 딘 앰브로스
- 데릭 베이트먼
- 도니 말로우
- DT 포터
- 더스티 로즈 (해설자)
- 일라이 코튼우드
- 에피코
- 에릭 로완
- 후니코
- 잭슨 앤드류스
- 제임스 브론슨
- 제이슨 멀렌
- 조이 머큐리 (트레이너)
- 캐빈 핵맨
- 레오 쿠로거
- 마커스 오웬
- 매트 마트라로 (아나운서)
- 매튜스 하난
- 마이크 돌턴
- 노먼 스마일리 (트레이너)
- 닉 로저스
- 퍼시 왓슨
- 피터 올보르
- 리카르도 로드리게스
- 리치 스팀보트 (마지막 FCW 헤비웨이트 챔피언)
- 릭 빅터 (마지막 FCW 태그팀 챔피언)
- 리키 스팀보트 (트레이너)
- 로드니 토마스
- 로만 레아키
- 세스 롤린스
- 스티브 케이른 (FCW 레슬링 오너)
- 티토 콜론
- 타이투스 오닐
- 톰 프리차드 (트레이너)
- 웨스 브리스코
- 자비에르 우즈

### 여성 레슬러(디바)
- 오드리 마리
- 케일리 터너
- 라켈 디아즈
- 소피아 코르테즈
- 써머 레이 (전 FCW GM)
- 페이지

### 심판
- 로드 자파타
- 라이언 트랜
- 토니 스미스

## 졸업생
- A.J. (스맥다운)
- 악사나 (스맥다운)
- 알베르토 델 리오 (러)
- 엘리시아 팍스 (스맥다운)
- 브리 벨라 (러)
- 커트 호킨스(러)
- 대런 영 (NXT 리뎀션)
- 데이비드 하트 스미스 (러)
- 데이비드 오턴가 (러)
- 돌프 지글러 (러)
- 드류 맥킨타이어 (러)
- 에반 본 (러)
- 이지키엘 잭슨 (스맥다운)
- 히스 슬레터 (스맥다운)
- 허스키 해리스 (러)
- 잭 스웨거 (러)
- 지미 우쏘 (스맥다운)
- 제이 우쏘 (스맥다운)
- 저스틴 가브리엘 (스맥다운)
- 자니 커티스 (스맥다운)
- 케이틀린 (스맥다운)
- 코피 킹스턴 (스맥다운)
- 맥신 (스맥다운)
- 메이슨 라이언 (러)
- 마이클 타버 (러)
- 나탈리아 (스맥다운)
- 니키 벨라 (러)
- 프리모 (러)
- 로사 멘데스 (스맥다운)
- 쉐이머스 (스맥다운)
- 스킵 셰필드 (러)
- 타미나 (스맥다운)
- 테드 디비아시 주니어 (스맥다운)
- 트렌트 베레타 (스맥다운)
- 타일러 렉스 (러)
- 타이슨 키드 (스맥다운)
- 블라디미르 코즐로프 (러)
- 웨이드 바렛 (스맥다운)
- 요시 타츠 (스맥다운)